# ネクストプリンセス
『ネクストプリンセス』（NEXT PRINCESS）は、2009年10月4日から2010年3月28日までテレビ東京にて毎週日曜日10:30 - 10:55に放送された、女子中学生をターゲットにしたガールズエンターテインメント番組。略称ネクプリ。ハイビジョン制作（アナログはサイドカット放送）、字幕放送。放送開始当初は関東ローカルで、2010年1月31日から3月21日まではBSジャパンでも放送していた。

## 概要
女子中学生に人気の雑誌モデルらが出演し、女子中学生が今最も欲しいモノ・最も知りたい情報を発信する。テレビ東京でのジュニアファッション誌のモデルが出演する日曜昼の番組は、『Parky Party』以来6年ぶり。携帯電話を利用した様々な番組連動企画がある。
- ナレーションははるな愛（女）が大西賢示（男）のモードと使い分けている。
- 街頭インタビュー時などのクレジット表記の(C)（丸付きC）は「ちゃん」、(K)（丸付きケー）は「くん」、(S)（丸付きエス）は「さん」の略を意味する。

## テーマソング

### オープニングテーマ
- 2009年10月4日 - 10月25日 『学園天国』 小泉今日子

### エンディングテーマ
- 2009年10月4日 - 10月25日 『MOMI MOMI Fantastic feat.はるな愛』 エイジアエンジニア
- 2009年11月1日 - 2010年3月28日 『学園天国』

### その他

#### コーナーテーマソング
- 「ありかもしんない!」

作詞：佐藤徹也 作曲：須藤雄毅 振付・ダンス：HIPHOP戦隊Bボイジャー

## 終了時のコーナー

### オープニングコーナー
出演者のひとりが辛酸なめ子の詩を読むことから始まる。その後、出演者による短いファッションショーが行われ、BE MY BABYが流れる。着ている服は比較的手ごろな値段のものである。第9回から公式サイトにブランドや値段が載るようになった。なお、バックナンバーはない。

### Brandnew Next
流行りモノやオシャレなど多岐にわたるものを扱う、番組の主要コーナー。ナレーションははるな愛。

### 前略JCのキモチ
JC（女子中学生）への普通のインタビュー。最初の頃はJCチョップというコーナー名だった。

### 人気ランキング
KIDDY LAND原宿店の人気ランキングをベスト5で紹介。

### 学校に泊まろう!
教室に布団を敷いて横になりながら雑談をする。同局のテレビ番組『田舎に泊まろう!』のパロディで、実際には泊まっていない。開始当初はエンディングだったが、途中からオープニングの前にこのコーナーをするようになった。

### ペロとポロ
蛙男商会制作の1分アニメ。2010年1月31日から3月28日まで。
- 監督：山脇光太郎（DLE）
- 脚本：谷洋一郎（DLE）
- アニメーション：DLE
- ペロポロ：佐藤亜寿沙、ミキ：仲谷明香（AKB48）

### エンディング
「ありかもしんない!」の曲後、JCがカミングアウトをするコーナー。ネクプリクーポンが使える店の情報も合わせてお知らせされる。

## 番組途中で終了したコーナー

### イケ面じゃんけんポン!
二人の男子が登場し、そのどちらがいいかモバイルサイトで視聴者投票して決めるコーナーである。紹介VTRが流れ、毎回VTRの前フリで出演者の誰かにカメラが向きドアップになる。VTR後、実際に男子2人が出演者の前に登場し、質疑応答をする。投票による結果は次週以降に発表される。このコーナーの司会は坂田梨香子。 

### りさとあゆみの交換日記
写真で綴られるミニドラマ。2009年10月11日から12月27日まで放送。2009年12月27日に同コーナーの最終回スペシャルがあり、伊藤夏帆と橋口恵莉奈がドラマの制服姿でスタジオ出演した。

## 番組の最終回
2010年3月28日放送分は最終回スペシャルとして全編「学校に泊まろう!」のスタイルで放送した。このときのテーマは『モデルの私物』。エンディングでは2010年1月17日放送分で告知したイベントが番組終了に伴い中止（字幕では『無期延期』と表示）となり、罰ゲームとして番組プロデューサー2名が坊主頭になった。

## 出演者

### レギュラー
ニコラ
- 池田依來沙
- 伊藤夏帆 - 「りさとあゆみの交換日記」 に葉山りさ役で出演。
- 立石晴香
- 八木アリサ

ラブベリー
- 坂田梨香子
- 清水富美加 （千眼美子）
- 仲村彩純
- 未来穂香

DiaDaisy
- 木咲樹音

ハナチュー
- 飯田花歩

ニコ☆プチ
- 井之上史織

その他
- 佐藤初
- 田尻あやめ

### 準レギュラー
ニコラ
- 野中葵
- 福本エミ

DiaDaisy
- 篠原里奈

### 過去の出演者
- 秋元龍太朗 「りさとあゆみの交換日記」 今野大樹役
- 小北峻太郎 「りさとあゆみの交換日記」 湯沢先輩役
- 橋口恵莉奈 「りさとあゆみの交換日記」 栗本あゆみ役
- 山田梨紗 「りさとあゆみの交換日記」 湯沢先輩の彼女役

※五十音順

## ネット局
- テレビ東京 日曜10:30 - 10:55
- BSジャパン 日曜18:00 - 18:30（2010年1月31日 - 3月21日 7日遅れ、字幕放送なし）
2010年4月4日に終了予定だったが、特番編成の都合で2週早く打ち切りとなり、「ありかもしんない!」コーナー時に「今回でBSジャパンでの放送は終了です」とおことわりテロップ表示された。インフォマーシャル扱いになっている「ネクプリinfo」を除いて、スポンサーはノンスポンサーである。

## スタッフ
- ナレーション：はるな愛 時々 大西賢示
- 構成：廣田勇人
- VE：平野裕城
- 撮影：古城正智
- 編集：鎌田将孝
- Sサンクス：辛酸なめ子、リカ(C)
- ディレクター：高橋洋人、岡山一尋
- プロデューサー：遠藤純一、金丸由和、赤羽智比呂、陳賛淑（テレビ東京）
- 演出：佐藤徹也(C)
- 制作協力：オフィスクレッシェンド
- 製作著作：テレビ東京／ネクプリパートナーズ

## その他
- ナレーターのはるなが2009年11月22日放送分「『2ちゃんねるで日曜の朝からオカマのナレーションはキツイ』という書き込みがあった」とオープニングで自虐し、さらに同年12月6日のオープニングでは1クールだけでは終わらないことと、JCに分かればいいというスタイルを貫くことを発言した。
- 2010年1月3日放送分は年始編成放送の都合上朝11時に放送。また、2月28日はバンクーバーオリンピック中継のため休止した。
- 「ネクプリ」公式ケータイサイトのネクプリモバイルは、以下のコンテンツを見ることができる（いずれも有料、行先はメニュー→テレビ→テレビ東京→ネクストプリンセス）
  - 「あゆみとりさの交換日記」2人の日記を全文公開
  - 365日星座占い プリンセスからメルマガ配信
  - プリンセスのプライベート写メ
  - オリジナルデザインのプリデコメール
  - 「イケ面じゃんけんポン」出演者マル秘情報
  - プリンセスの本音コラム